# Gare de Château-l’Évêque
Gare de Château-l'Évêque vasútállomás Franciaországban, Château-l'Évêque településen.

## Vasútvonalak
Az állomást az alábbi vasútvonalak érintik:
- Limoges-Bénédictins–Périgueux-vasútvonal

## Kapcsolódó állomások
A vasútállomáshoz az alábbi állomások vannak a legközelebb:
- Gare de Périgueux
- Gare d’Agonac